# Drumul european E402
Drumul european 402 (E402) este un drum care leagă Calais de Le Mans (Franța), trecând prin Rouen.

## Traseu
| Franța |                         |                    |                              |
|        | Traseu                  |                    | Intersecții Drumuri Europene |
| A16    | Calais - Abbeville      | Caen               | E15 E40                      |
| A28    | Abbeville - Quincampoix | Neufchâtel-en-Bray | E44                          |
| RN28   | Quincampoix - Rouen     | Rouen              | E5 E46                       |
| A13    | Rouen - Bourg-Achard    | Bourg-Achard       | E5 E46                       |
| A28    | Bourg-Achard - Le Mans  | Le Mans            | E50 E501 E502                |